# Gustav Lisco
Emil Gustav Lisco (* 13. Januar 1819 in Berlin; † 8. Februar 1887 ebenda) war ein deutscher protestantischer Pfarrer.
Lisco war der Sohn des Berliner Pfarrers Friedrich Gustav Lisco und kam im Studium mit der liberalen Theologie in Berührung. 1843 wurde er Hilfsprediger in Zehdenick, 1845 Diakon an der Marienkirche in Berlin, 1859 zuerst Adjunkt, später Pfarrer an der Neuen Kirche. Er gehörte zu den Opponenten gegen die Staatskirchenpolitik von Friedrich Wilhelm IV. Seine liberale Theologie stand in scharfem Gegensatz zum lutherisch-konfessionellen Pietismus des Erweckungspredigers Gustav Knak. 1868 wurde er von der Universität Heidelberg zum Ehrendoktor ernannt.
1872 war Lisco durch seinen Vortrag Über das apostolische Glaubensbekenntnis neben Karl Sydow der Auslöser des Apostolikumsstreits, indem er die Jungfrauengeburt und die Höllenfahrt Christi als Legenden bezeichnete, was zu einem disziplinarischen Verweis führte. Aufgrund einer Selbstanzeige wegen Nichtgebrauchs des Apostolikums wurde er aus dem Pfarrdienst entlassen. 1880 gehörte er zu den Unterzeichnern der Notabeln-Erklärung.

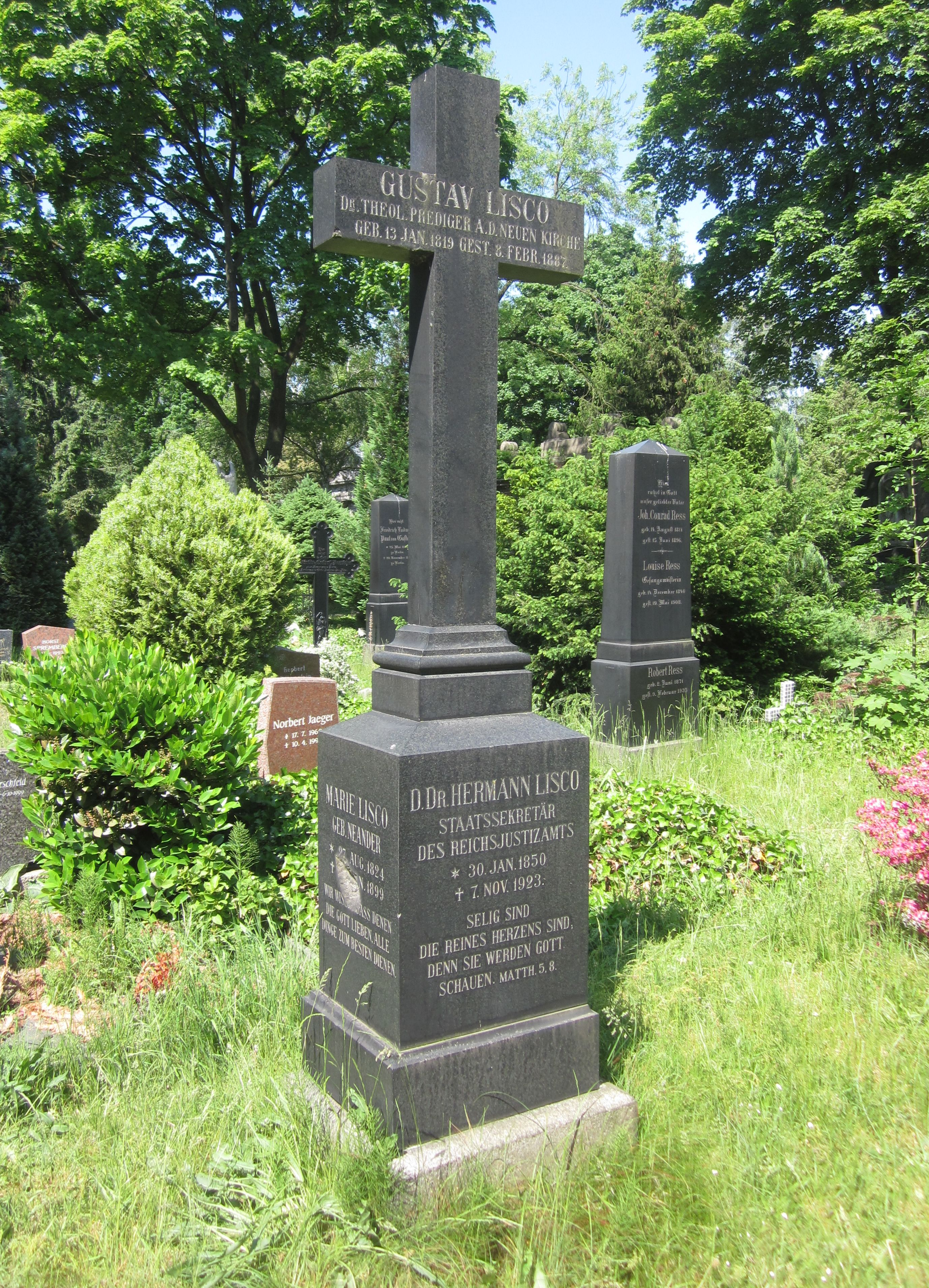
Familiengrab Lisco in Berlin-Kreuzberg

Lisco wurde auf dem Friedhof II der Jerusalems- und Neuen Kirche in Berlin-Kreuzberg beigesetzt. In dem Familiengrab ruhen auch seine Frau Marie, eine Tochter des Generalsuperintendenten Daniel Amadeus Neander (1824–1899), und sein Sohn, der Jurist Hermann Lisco. Der jüngere Sohn Heinrich (1862–1906) war Pfarrer am Friedrichs-Waisenhaus Rummelsburg und wurde 1895 ebenfalls wegen eines Streits um das Apostolikum aus dem Dienst entlassen.

## Schriften (Auswahl)
- Vollenden wir das Werk Luthers! Ein Wort an evangelische Christen. G. W. F. Müller, Berlin 1846.
- Christliche Lehre. Ein Hilfsbuch für evangelische Confirmanden und Confirmierte. s. n., Berlin 1860.
- Zustände des sittlichen und kirchlichen Lebens in Berlin. Ein Synodalbericht. Starcke, Berlin 1868.
- Berlin und der Protestantismus. Vortrag, gehalten am 4. Februar 1870 bei der Gelegenheit der ersten Versammlung des Unionsvereins in dem neuen Berlinischen Rathhause (= Protestantische Vorträge. Bd. 1, H. 5, ZDB-ID 313845-8). Henschel, Berlin 1870.
- Schleiermacher’s Reden über die Religion und Chateaubriand’s Geist des Christentums. Vortrag, gehalten am 23. November 1869 (= Protestantische Vorträge. Bd. 1, H. 7). Henschel, Berlin 1870.
- Das apostolische Glaubensbekenntnis. Vortrag (= Protestantische Vorträge. Bd. 3, H. 4). Henschel, Berlin 1872.
- Der Glaube an den Heiligen Geist. Vortrag, gehalten im Berliner Unions-Verein am 28. Februar 1873 (= Protestantische Vorträge. Bd. 5, H. 5). Henschel, Berlin 1873.